# Ry Cooder (musikalbum)
Ry Cooder är Ry Cooders självbetitlade debutalbum, lanserat på Reprise Records 1970. Albumet blev ingen försäljningssuccé vid lanseringen och nådde inte placering på Billboard 200. På albumet finns covers av såväl gammal blues, som folkmusik, samt av samtida kompositörer så som Randy Newman.

## Låtlista
(kompositör inom parentes)
1. "Alimony" (Brenda Jones, Welton Young, Robert Higginbotham) - 2:55
2. "France Chance" (Joe Callicott) - 2:45
3. "One Meat Ball" (Louis Singer, Hy Zaret) - 2:27
4. "Do Re Mi" (Woody Guthrie) - 3:03
5. "My Old Kentucky Home (Turpentine & Dandelion Wine)" (Randy Newman) - 1:45
6. "How Can a Poor Man Stand Such Times and Live?" (Alfred Reed) - 2:45
7. "Available Space" (Ry Cooder) - 2:11
8. "Pigmeat" (Huddie Ledbetter) - 3:07
9. "Police Dog Blues" (Arthur Blake) - 2:43
10. "Goin' to Brownsville" (John Estes) - 2:43
11. "Dark Is the Night" (Blind Willie Johnson) - 2:48